# Astragalus bozakmanii
Astragalus bozakmanii är en ärtväxtart som beskrevs av Dieter Podlech. Astragalus bozakmanii ingår i släktet vedlar, och familjen ärtväxter. Inga underarter finns listade i Catalogue of Life.